# Episodi di Pappa e ciccia (quarta stagione)
La quarta stagione della serie televisiva Pappa e ciccia, venne trasmessa negli Stati Uniti sulla ABC dal 17 settembre 1991 al 12 maggio 1992.
In Italia, venne trasmessa su Canale 5 nel 1993.
| n° | Titolo originale             | Prima TV USA      | Prima TV Italia |
| -- | ---------------------------- | ----------------- | --------------- |
| 1  | A Bitter Pill to Swallow     | 17 settembre 1991 | 1993            |
| 2  | Take My Bike ... Please!     | 24 settembre 1991 | 1993            |
| 3  | Why Jackie Becomes a Trucker | 1º ottobre 1991   | 1993            |
| 4  | Darlene Fades to Black       | 8 ottobre 1991    | 1993            |
| 5  | Tolerate Thy Neighbor        | 15 ottobre 1991   | 1993            |
| 6  | Trick Me Up, Trick Me Down   | 29 ottobre 1991   | 1993            |
| 7  | Vegas                        | 5 novembre 1991   | 1993            |
| 8  | Vegas, Vegas                 | 12 novembre 1991  | 1993            |
| 9  | Stressed to Kill             | 19 novembre 1991  | 1993            |
| 10 | Thanksgiving '91             | 26 novembre 1991  | 1993            |
| 11 | Kansas City, Here We Come    | 3 dicembre 1991   | 1993            |
| 12 | Santa Claus                  | 17 dicembre 1991  | 1993            |
| 13 | Bingo                        | 7 gennaio 1992    | 1993            |
| 14 | The Bowling Show             | 21 gennaio 1992   | 1993            |
| 15 | The Back Story               | 4 febbraio 1992   | 1993            |
| 16 | Less is More                 | 11 febbraio 1992  | 1993            |
| 17 | Breaking Up is Hard to Do    | 18 febbraio 1992  | 1993            |
| 18 | This Old House               | 25 febbraio 1992  | 1993            |
| 19 | The Commercial Show          | 3 marzo 1992      | 1993            |
| 20 | Therapy                      | 17 marzo 1992     | 1993            |
| 21 | Lies                         | 24 marzo 1992     | 1993            |
| 22 | Deliverance                  | 31 marzo 1992     | 1993            |
| 23 | Secrets                      | 28 aprile 1992    | 1993            |
| 24 | Don't Make Me Over           | 5 maggio 1992     | 1993            |
| 25 | Aliens                       | 12 maggio 1992    | 1993            |